# メトヴォルスト

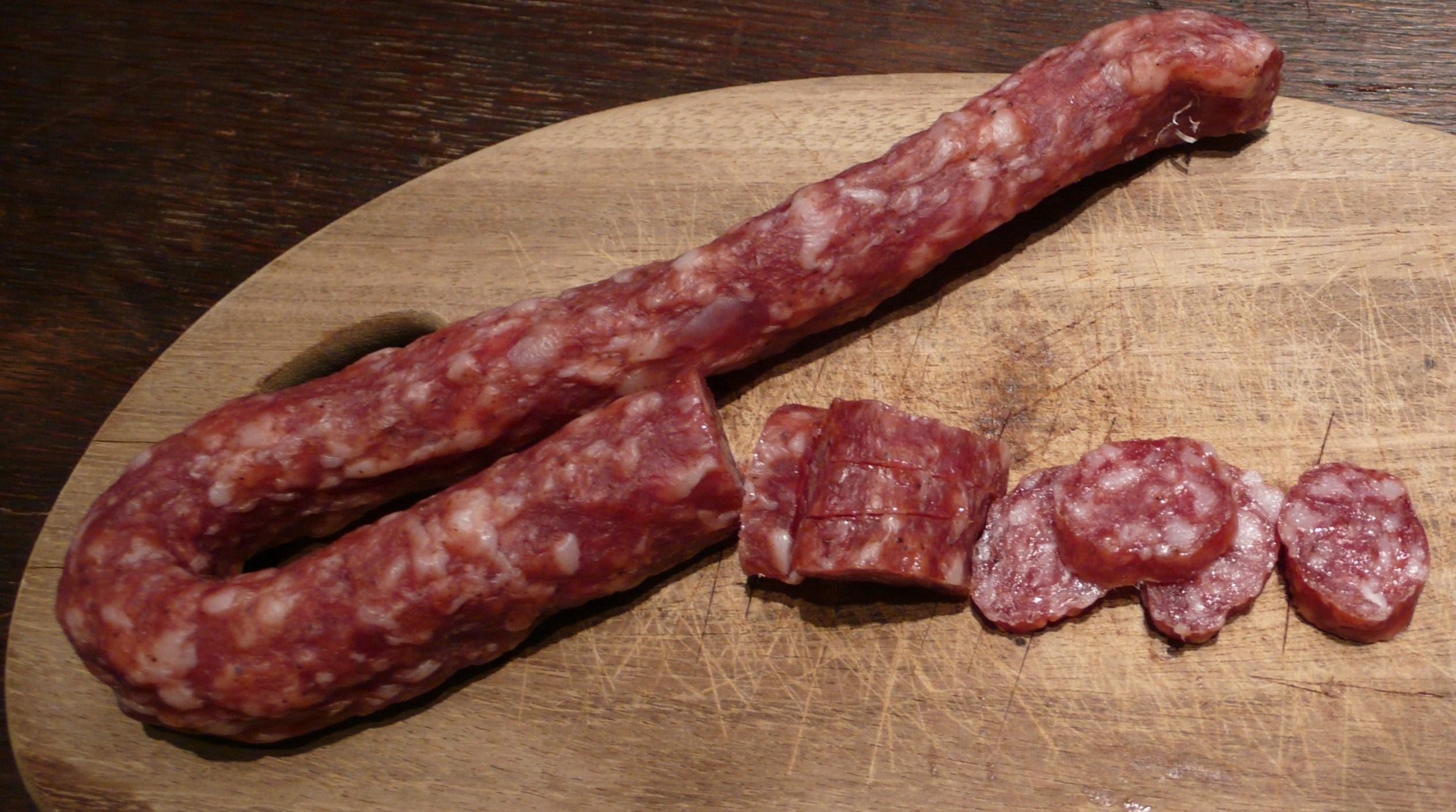
フローニンゲンのメトヴォルスト

メトヴォルスト（オランダ語: Metworst, または Droge worst）は、オランダの伝統的なソーセージである。生の豚挽肉を乾燥させて作られる。非常に強い香りがする。
「Droge worst」とは「乾燥ソーセージ」という意味で、その製法と食感に由来している。ドイツのメットヴルスト（ドイツ語: Mettwurst）と似た名前を持つものの、その食味や製法は大きく異なる。
メトヴォルストはオランダやフランドル地方全体で伝統的に見られるが、ソーセージを乾かすのに都合のよい風が吹く北部（フローニンゲン州、フリースラント州、ドレンテ州）で特に盛んに生産されている。
メトヴォルストは保存性が良いため、新鮮な肉が手に入らない時の貧しい農家の緊急食として食べられていた。肉の生産量がだんだん増えてくると、このソーセージは野外労働者のランチに食べられるようになった。